# Carmel College Salland
Het Carmel College Salland is een christelijk college dat ontstond op 1 augustus 1997 na het samengaan van drie voormalige scholen in het
voortgezet onderwijs in Raalte. Dit waren het Florens Radewijnscollege, de R.K. MAVO Salland en het Saalhorst College. Het  Praktijkonderwijs (PrO), sloot zich per 1 augustus 2001 bij de school aan. Het Carmel College Salland is verbonden aan de Stichting Carmelcollege.
De leerlingen van vmbo-onderbouw (eerste en tweede leerjaar) volgen sinds de verhuizing naar de nieuwbouw op 5 maart 2007 de lessen op de vestiging aan de Florens Radewijnsstraat. De leerlingen van VMBO-bovenbouw (derde en vierde leerjaar) volgen de lessen op de vestiging aan de Zwolsestraat. Het Praktijkonderwijs (voorheen gevestigd aan de Burg. Kerssemakersstraat te Raalte) is sinds 5 maart 2007 eveneens gehuisvest aan de Florens Radewijnsstraat. De leerlingen voor havo, Atheneum en Gymnasium kunnen terecht op de vestiging aan de Hofstedelaan.

## Bekende (oud-)leerlingen
- Jan Smeekens (schaatser), langebaanschaatser